# サルブタモール
サルブタモール（英: Salbutamol）は短時間作用性β2アドレナリン受容体刺激剤であり、喘息や慢性閉塞性肺疾患における気管支痙攣のリリーフに使われる。米国ではアルブテロール（米国一般名: Albuterol）と呼ばれる。
サルブタモールは世界中でもっともよく処方されている気管支拡張剤であり、吸入（定量噴霧式吸入器・ネブライザー）、経口（錠剤・シロップ）の形で投薬される。吸入によって投与された場合、気管支平滑筋に直接効果をもたらし、速やかに気管支平滑筋を弛緩させる。吸入開始後ある程度のリリーフはすぐに見られるとはいえ、サルブタモールの最大効果は5 - 20分のあいだに起こる。
サルブタモールは気管支平滑筋のほかに、子宮平滑筋も弛緩させるため、早産防止のために静脈注射で投与されることもある(日本では用法外)。また、β刺激剤の副作用として脂肪燃焼、骨格筋増強の効果があり、海外ではダイエットやボディビルディングの目的でサルブタモールの錠剤が使用されることもある。
1960年代に英国ウェアのグラクソ社アレン・アンド・ハンベリーズ部門によって開発(コードAH3365)、研究された。1968年にはネイチャー誌に、当時喘息治療に用いられていたイソプレナリンと違って、心拍数や血圧への作用を持たない気管支拡張剤として発表された。サルブタモールは1969年に英国でベントリン(Ventolin)の名前で販売され、1980年には米国でベントリンが承認された。日本では1973年にベネトリンの名前で販売された。

## 適応
サルブタモールは特に以下の症状において使用される：
- 喘息発作
- 喘息および可逆性気道閉塞をともなう他の容態（慢性閉塞性肺疾患を含む）の維持療法のあいだの症候リリーフ
- 運動誘発喘息に対する予防
- 高カリウム血症（特に腎不全患者）
- 嚢胞性線維症患者には、臭化イプラトロピウムとパルモザイムとともにネブライザーで霧化する

β2刺激薬として、サルブタモールは産科においても使用を見い出されている。
サルブタモールの静脈注射は早産を遅らせるために子宮平滑筋を弛緩させる目的で使われる。
アトシバンやリトドリンといった薬よりは好まれるが、その役割の多くはより効果的で、
より忍容性が良く、経口投与できるカルシウムチャネル阻害薬ニフェジピンによって取って代わられている。

## 作用機序
他のβ2アドレナリン受容体刺激剤と同様、サルブタモールはβ2アドレナリン受容体との相互作用を通して効果を持つ。β2アドレナリン受容体は7回膜貫通型のGタンパク質共役受容体である。この受容体に結合したサルブタモールは、Gタンパク質のコンフォメーションを変化させ、アデニル酸シクラーゼの活性化を導き、アデニル酸シクラーゼはアデノシン三リン酸(ATP)の環状アデノシン一リン酸(cAMP)への変換を酵素作用する。cAMPはプロテインキナーゼA(PKA)を活性化させ、PKAは平滑筋の弛緩を導く。
気道において、β2受容体の活性化は気管支平滑筋の弛緩を引き起こし、気道を拡大させる（気管支拡張剤）。子宮においては、β2受容体の活性化が子宮平滑筋の弛緩を引き起こし、出産を遅らせる。
β2刺激剤は、β1受容体よりβ2受容体に高い親和性で結合するためにβ2選択性が実現されているという説明がなされることがあるが、サルブタモールの場合は間違いである。サルブタモールのβ2受容体（気管支平滑筋などに分布）への結合性はβ1受容体（心筋などに分布）へのそれの0.63倍であり、かえってβ1への結合性が強い。しかし、サルブタモールの気管支拡張作用は心悸亢進作用にくらべて17倍高く、心臓への作用が出ないごく少量で十分に気管支への作用を持つ。すなわち、この薬のβ2選択性は作用選択性である。

## 副作用
サルブタモールは、とりわけテオフィリンといったそれ以前の治療法と比べた時に、忍容性が良い。しかし、全ての薬物治療と同様に、薬の副作用が起こる可能性が存在する―特に大量吸入、または経口や静脈注射で投与されたとき。ありふれた副作用として、震え、動悸、低血圧、および頭痛がある。まれな副作用として、頻脈、筋痙攣、興奮、低カリウム血症、耳鳴り、子供の過剰運動、および不眠がある。
2007年、カナダ保健省の健康製品食品局は、早産防止のためにVentolin(硫酸サルブタモール)を点滴で投与された妊婦が狭心症を発する危険性について警告した。
サルブタモールの(S)-エナンチオマーは喘息に処方されたステロイドの抗炎症作用を阻害する。ところが、(R)-エナンチオマーはステロイドの作用を刺激し、二つの異性体の全体作用は明らかではない。

## 遺伝子多型とサルブタモールの効力
近年、喘息患者の遺伝子多型と薬の効力の関係についての研究が行われており、サルブタモールについてもその効力とβ2アドレナリン受容体の遺伝子多型とのあいだに関連性があることが明らかになっている。
複数の薬理遺伝学的研究によると、受容体の遺伝子型がGly16ホモである喘息患者に比べてArg16ホモおよびヘテロである患者はサルブタモールに対する応答が良い。ただし、コーカシアンと日本人ではその通りであったが、インド人とアフリカ系アメリカ人では異なった結果が出ている。Gly16/Arg16多型とサルブタモール効力のあいだに関連があることは確かだが、単純な関係でないことが示唆されている。また、Gly16ホモの患者においてのみサルブタモールの常用によるピークフロー値減少が見られたという研究もある。
さらなる薬理遺伝学的研究と、受容体遺伝子の多型がサルブタモール効力に影響する機構の解明が待たれるが、将来的に遺伝子診断にもとづいてサルブタモールが処方される日がくると考えられている。

## 骨格筋増強作用と禁止薬物指定
サルブタモールには骨格筋の強度と耐久性を増す作用がある。そのため、他のβ刺激剤とともに蛋白同化剤として多くの競技会の禁止薬物リストに載せられている。世界アンチ・ドーピング機関のリストでは、吸入使用に限って治療目的使用の申請をすれば認められる。ただし、尿中サルブタモール濃度(フリーとグルクロン酸抱合体)が1000ng/ml以上の場合は異常値として扱われる。2007年イタリアの自転車競技選手アレサンドロ・ペタッキは、ジロ・デ・イタリア大会中のドーピング検査で1320ng/mlのサルブタモールが検出されたため陽性とされ、出場停止を受けた末にチームから解雇された。
サルブタモールには脂肪燃焼効果と骨格筋増強効果があり、海外ではダイエットやボディビルディングの目的でサルブタモール錠が使用されている。ボディビルディングの世界では同じβ2刺激剤のクレンブテロール錠が使われていたが、豚肉からの摂取による食中毒事件によってクレンブテロールの心臓への副作用がクローズアップされたため、代替薬としてサルブタモールも使われるようになった。クレンブテロールと同様にサルブタモールも大量摂取すると心臓への副作用のリスクがある。しかし多くのボディビルディングに関するウェブサイトは副作用を少ししか紹介していないので注意が必要だ。用量は使用者によってまちまちであるが、一般に2mg/日の範囲で始まり、16mg/日または副作用が顕れるまで増やす、とされる。なお、吸入によって摂取されるサルブタモールは微量（サルタノール・インヘラーで1噴霧中0.1mg）なため、高用量でも筋持久力は変化しない。

## クロロフルオロカーボンを含むアルブテロール吸入薬の禁止
アメリカ食品医薬品局は2005年4月にすべてのクロロフルオロカーボン（CFCs、特定フロン）を含む全ての吸入剤（アルブテロールを含む）が2008年12月31日までに米国で禁止すると発表した。CFC吸入剤は以前はCFC製品の禁止を免れて「必須」の地位だったが、モントリオール議定書に従ってそれらは段階的になくなることになる。米国以外の多くの国の患者は代替フロンベースの吸入剤へと移行している。製薬会社は2009年までにハイドロクロロフルオロアルカン（HFA、代替フロン）吸入剤の適切な供給品を生産すると予想される。
HFA吸入剤への移行の一つの欠点は患者の制限のために全てのHFAアルブテロール吸入が「商品名」であるということだ（プロエアー、プロベンティル、およびベネトリン）。それらは既存のジェネリックなCFCアルブテロール吸入剤より1吸入剤あたりおよそ20ドル余計にかかる。既存の特許のためにジェネリックなHFAアルブテロール吸入剤は2017年より早く市場に出ないと予想される。ただし、一部の製薬会社はHFA吸入剤を買えない患者に値引きを提案するだろう。
HFA吸入剤への移行の利点は(1)遠位気道における薬剤沈殿の増大、(2)ほとんど空の缶からの一定した薬剤送出、(3)より大きな缶の温度範囲での一定した薬剤送出、を含む。HFA吸入剤の噴霧力がCFC吸入のそれより小さいことにも注意すべきだ。これは一部の患者に、十分なアルブテロールを受け取れないかもしれないという誤解を与えている。実際は彼らは上記のごとき利益を受けている。
日本ではCFCを含む吸入剤は2005年に全廃されている。将来的に温暖化物質であるHFAの使用も禁止される予定で、ドライパウダーによる吸入剤に移行していく見込みである。

## 商品名
サルブタモール硫酸塩は、日本では以下の商品名で販売されている。
- アイロミール Airomir[15] (MDI) - 大日本住友製薬 (3M社から輸入。海外ではProventil HFAなどの名前で販売)
- アスミドン Asmidon (MDI) - 大日本製薬→アイロミール
- アスタージス As tazis[16]（錠剤） - 日医工、ジェネリック
- ベナリール Benareal[17] (シロップ) - 沢井製薬、ジェネリック
- チボリン Chiborin[18]（散剤・錠剤） - 共和薬品工業、ジェネリック
- レナピリン Renapirin[19]（散剤） - 高田製薬、ジェネリック
- サルタノール Sultanol[20] (MDI) - グラクソ・スミスクライン（海外ではVentolin HFAなどの名前で販売）
- ベネトリン Venetlin[21]（吸入液・シロップ・錠剤） - グラクソ・スミスクライン、三共

喘息発作時の対症療法用として、サルタノール・インヘラーが多数の喘息患者に処方されている。多くの処置室ではネブライザー用のベネトリン吸入液が常備され、喘息患者の発作時に使用されている。
レボサルブタモール（Levosalbutamol、サルブタモールの(R)-エナンチオマー）はゾペネックス(Xopenex)として米国などで販売されているが、日本では未承認である。

## サルタノール インヘラー

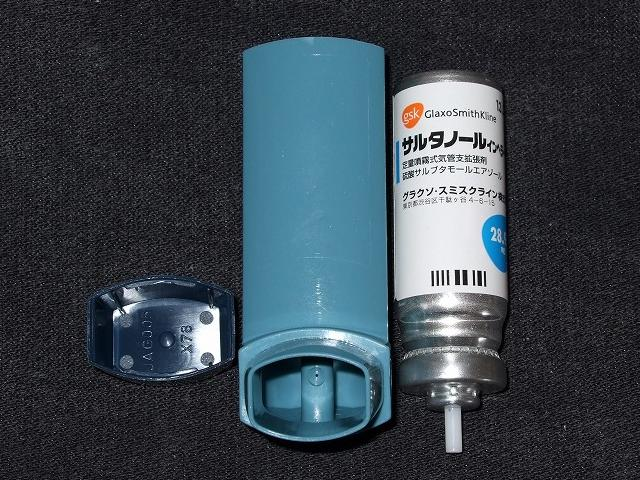
サルタノール インヘラー

グラクソ・スミスクライン社からはサルタノール インヘラーの商標名で気管支喘息の発作時に用いる気管支拡張薬（β2作用薬）として発売されている。β刺激薬としては同社より発売されているセレベント（ロタディスク、ディスカス）もあるが、形態・作用時間が異なる。ともに吸入薬ではあるが、サルタノールは液体→ガス化して吸入する一方で、セレベントは乳糖を主とした媒体と共に粉末のまま吸入される。サルタノールは短時間しか作用せず、気管支喘息発作時のリリーバーとして用いられるが、セレベントは発作を防ぐコントローラーとして用いられる。